# Metazygia aldela
Metazygia aldela är en spindelart som beskrevs av Levi 1995. Metazygia aldela ingår i släktet Metazygia och familjen hjulspindlar. Inga underarter finns listade i Catalogue of Life.